# 루이빌 리버프록스
| 루이빌 리버프록스 | |
| 콘퍼런스          | 북부 콘퍼런스 (1997년~1998년)                                                                           |
| 디비전            | 노스 디비전 (1995년~1997년) 노스웨스트 디비전 (1997년~1998년)                                           |
| 설립연도          | 1995년                                                                                                  |
| 해체연도          | 1998년                                                                                                  |
| 역사              | 루이빌 리버프록스 (1995년~1998년) 마이애미 마타도르스 (1998년~1999년) 신시내티 사이클론즈 (2001년~현재) |
| 경기장            | 브로드벤트 아레나                                                                                       |
| 연고지            | 켄터키주 루이빌                                                                                         |
| 상징색            | 검정, 회색                                                                                              |
| 구단주            | |
| 단장              | |
| 감독              | |
| NHL 제휴          | |
| AHL 제휴          | |
| 정규시즌 우승     | |
| 콘퍼런스 우승     | |
| 디비전 우승       | |
| 켈리 컵           | |
| 영구 결번         | |

루이빌 리버프록스(Louisville RiverFrogs)는 미국 켄터키주 루이빌을 연고지로 하는 1995년부터 1998년까지 ECHL 소속되었던 아이스 하키팀이다.
1998년 연고지를 플로리다주 마이애미 (마이애미 마타도르스)로 이전했다.

## 역대 홈경기장
| 경기장            | 사용기간      | 수용인원 | 장소            | 비고 |
| ----------------- | ------------- | -------- | --------------- | ---- |
| 루이빌 리버프록스 |               |          |                 |      |
| 브로드벤트 아레나 | 1995년~1998년 | 6,600명  | 켄터키주 루이빌 | 빈칸 |